# Kevéstest-rendszerek
A kvantummechanika és a klasszikus mechanika területén, az úgynevezett kevéstest-rendszerek kis mennyiségű, jól definiált szerkezetű pontszerű részecskéket tartalmaznak.
Például a kvantummechanikában a kevéstest-rendszerekben kvantumpontok, könnyű és kevés nukleon található.
Alapvető nehézség a kevéstest-rendszerek leírásánál, hogy a Schrödinger-egyenlet és a klasszikus mozgás egyenletek analitikusan nem megoldhatók kettő vagy több kölcsönhatásban lévő részecskére, még akkor sem, ha a vizsgált részecskékre ható erő pontosan ismert. Ezt hívják kevéstest-problémának.
Néhány 3-test rendszerre egzakt megoldás létezik iteratív módon a Faggyejev-egyenletek felhasználásával. Bizonyos feltételek mellett a Faggyejev-egyenletek a Jefimov-hatáshoz vezetnek.
Sok esetben, az elmélet, a kevéstest-rendszerekhez folyamodik, amikor megoldást keres az atomi világban. Ezeket a közelítéseket részletes kísérleti adatokkal kell igazolni. Az atomi ütközések vizsgálatára különösen alkalmasak ezek a tesztek.
Az atomi rendszereket megalapozó alapvető erő, az elektromágneses erő, lényegében ismert. Ezért bármely diszkrepancia a kísérleti és elméleti eredmények között, közvetlenül a kevéstest-hatásra vezethető vissza. Ezzel szemben, nukleáris rendszereknél, az alapvető erők nem annyira ismertek. Továbbá, az atomi ütközéseknél, a részecskék számát elég alacsonyan kell tartani ahhoz, hogy a teljes kinematikus információt kinyerhessük a rendszerből.
Az olyan rendszereknél, ahol a részecskék száma nagy, rendszerint csak statisztikai módszerekkel lehet eredményt elérni.
A klasszikus mechanikában, a kevéstest-probléma az N-test probléma egy alfejezete.